# Slatnik (gora)
Slatnik (1609 m) je gora nad Soriško planino.